# Human Touch (album)
Human Touch è il nono album in studio di Bruce Springsteen; è stato pubblicato il 31 marzo 1992, lo stesso giorno di Lucky Town.

## Storia
(Bruce Springsteen)
Non molto tempo dopo che Springsteen sciolse la E Street Band nell'ottobre 1989, il pianista Roy Bittan suonò a Springsteen tre canzoni strumentali che aveva scritto: "Roll of the Dice", "Real World" e "Trouble in Paradise". Springsteen in seguito aggiunse i testi alle canzoni e gli piacquero al punto che iniziò a scrivere e registrare altre canzoni. Con la scomparsa della E Street Band, ad eccezione di Bittan, che suonava le tastiere e co-produceva l'album, Springsteen riunì una band di musicisti in studio a Los Angeles, utilizzando principalmente i servizi di Randy Jackson al basso e Jeff Porcaro alla batteria. È stata utilizzata un'ampia varietà di cantanti di sottofondo, tra cui Sam Moore, Bobby Hatfield e Bobby King. Complessivamente sono state registrate almeno 25 canzoni, ma il numero esatto è sconosciuto. Springsteen chiese a Porcaro di unirsi alla band per il tour successivo, ma rifiutò perché era impegnato con la sua band, i Toto. Porcaro morì pochi mesi dopo di infarto nel suo giardino.
La data di uscita dell'album era originariamente prevista per la primavera-estate 1991, essendo stata posticipata dall'inizio del 1991, ma fu nuovamente posticipata quando Springsteen iniziò a registrare Lucky Town più tardi quell'anno. Alla fine Springsteen decise di pubblicare entrambi gli album lo stesso giorno, con Human Touch pubblicato il 31 marzo 1992, più di due anni dopo l'inizio del progetto.

## Accoglienza
Raggiunse il numero due nella classifica statunitense Billboard 200 e il singolo principale "Human Touch" (doppio singolo A-side con "Better Days" di Lucky Town) raggiunse il numero uno nella classifica Mainstream Rock e il numero 16 nella classifica Billboard Hot 100. "Human Touch" è stato disco di platino dalla Recording Industry Association of America (RIAA) per oltre un milione di copie vendute negli Stati Uniti, ed è stato nominato per la migliore performance vocale rock ai Grammy Awards del 1993.

## Tracce
1. Human Touch (6:32)
2. Soul Driver (4:39)
3. 57 Channels (And Nothin' On) (2:29)
4. Cross My Heart (3:52)
5. Gloria's Eyes (3:46)
6. With Every Wish (4:39)
7. Roll of the Dice (4:18)
8. Real World (5:27)
9. All or Nothin' at All (3:23)
10. Man's Job (4:39)
11. I Wish I Were Blind (4:48)
12. The Long Goodbye (3:31)
13. Real Man (4:34)
14. Pony Boy (2:16)

## Formazione
- Bruce Springsteen - voce, chitarre, basso
- Tim Pierce - chitarre
- Randy Jackson - basso
- Jeff Porcaro - batteria, percussioni
- Roy Bittan - tastiere
- David Sancious - organo Hammond
- Patti Scialfa - cori

## Classifiche

### Classifiche settimanali
| Classifica (1992) | Posizione massima |
| ----------------- | ----------------- |
| Australia         | 3                 |
| Austria           | 1                 |
| Canada            | 2                 |
| Finlandia         | 1                 |
| Francia           | 3                 |
| Germania          | 2                 |
| Giappone          | 4                 |
| Italia            | 1                 |
| Norvegia          | 1                 |
| Nuova Zelanda     | 5                 |
| Paesi Bassi       | 3                 |
| Regno Unito       | 1                 |
| Spagna            | 1                 |
| Stati Uniti       | 2                 |
| Svezia            | 1                 |
| Svizzera          | 1                 |

### Classifiche di fine anno
| Classifica (1992) | Posizione |
| ----------------- | --------- |
| Austria           | 21        |
| Francia           | 51        |
| Germania          | 25        |
| Italia            | 16        |
| Regno Unito       | 67        |
| Spagna            | 14        |
| Stati Uniti       | 48        |
| Svizzera          | 19        |

## Tour in Italia legato al disco
- 20 giugno 1992 - Mediolanum Forum, Milano
- 21 giugno 1992 - Mediolanum Forum, Milano
- 11 aprile 1993 - Stadio Bentegodi, Verona
- 25 maggio 1993 - Stadio Flaminio, Roma